# Bundesstraße 197
Die Bundesstraße 197 (Abkürzung: B 197) ist eine Bundesstraße in Mecklenburg-Vorpommern. Sie führt von Sponholz (B 104) bis Anklam (B 109).

## Verlauf
Die B 197 beginnt im Landkreis Mecklenburgische Seenplatte etwa acht Kilometer östlich der Stadtmitte von Neubrandenburg als Fortführung der B 104 und übernimmt die E 251. Nach Überquerung der Bahnstrecke Bützow–Szczecin und Durchquerung des Sponholzer Ortsteils Warlin erreicht die Strecke mit der Anschlussstelle Neubrandenburg-Ost die A 20. In diesem Bereich ist die Bundesstraße und auch die Anschlussstelle autobahnähnlich ausgebaut. Die E 251 folgt nun dem Verlauf der A 20.
Es folgen die Orte Glienke und Datzetal (Ortsteil Sadelkow). Nach der Kleinstadt Friedland und dem Fluss Datze erreicht die Strecke den Landkreis Vorpommern-Greifswald. Hinter der Ortschaft Boldekow führt die Strecke zunächst über den Peene-Südkanal und dann durch die Ortschaft Sarnow. Die B 197 endet nach 55 Kilometer an der B 109, der südlichen Umgehungsstraße von Anklam.

## Geschichte

### Ursprung
Die heutige Bundesstraße 197 verband im 19. Jahrhundert die preußische Provinz Pommern mit dem Großherzogtum Mecklenburg-Strelitz. Deshalb wurde diese Straße den politischen Gegebenheiten entsprechend in zwei Teilstücken erbaut. 1834 wurde der zu Vorpommern gehörende Streckenabschnitt von Anklam nach Friedland als erste Straßenverbindung der Kleinstadt Friedland fertiggestellt. Der Abschnitt von Friedland nach Neubrandenburg, der vollständig auf Strelitzer Territorium lag, wurde sechs Jahre später (1840) erbaut.

### Frühere Strecken und Bezeichnungen
Bei der Einführung des Reichstraßennetzes im Jahre 1932 rechnete diese Strecke zur Reichsstraße 110, die von Anklam aus weiter nach Usedom führte. Ab 1937 wurde die Reichsstraße 110 von Anklam über Demmin nach Rostock geführt, während die bisherige Reichsstraße 110 zwischen Anklam und Neubrandenburg in Reichsstraße 197 umbenannt wurde.
1949 integrierte die DDR die Strecke als Fernverkehrsstraße 197. In den folgenden Jahrzehnten blieb die Streckenführung unverändert.
Mit der Deutschen Wiedervereinigung übernahm die Bundesrepublik Deutschland die Strecke als Bundesstraße 197.

### Ersetzungen
Nach dem Bau der Umgehungsstraße Anklam in den 1990er Jahren wurde das Streckenende, das bisher in der Stadtmitte lag, an die Umgehungsstraße zurückverlegt. Mit der Freigabe der A 20 im Jahr 2002 wurde der Anschluss Neubrandenburg-Ost auf eine neue vierstreifige Trasse verlegt.